# Solidão
Solidão este un oraș în Pernambuco (PE), Brazilia.